# Gob an Choire
Gob an Choire lub Gob a' Choire (nieoficjalnie, po angielsku Achill Sound) – wieś w hrabstwie Mayo, w prowincji Connacht, w Irlandii. Leży na wschodnim brzegu wyspy Achill. Wieś łączy się z półwyspem Corraun poprzez most obrotowy Michael Davitt Bridge.
Achill Sound to również nazwa drogi wodnej wyspy Achill z irlandzkim lądem.